# Mare de Déu dels Socors dels Banys de Molig
La Mare de Déu dels Socors dels Banys de Molig és la capella del veïnat i balneari dels Banys de Molig, del terme comunal de Molig, a la comarca del Conflent, de la Catalunya del Nord.
Està situada a l'extrem nord dels Banys de Molig, a prop al sud-est del Castell de Riell.
Va ser bastida el 1854, en l'estil neogòtic que era moda a mitjans del segle xix. Es va fer a requesta dels clients del balneari, que es volien estalviar el desplaçament a l'església parroquial de Molig. El cost, de 18.000 francs, es cobrí mitjançant donatius de particulars, loteries i aportacions de 50 cèntims dels clients de les termes. Al llarg del segle XX l'església fou ornamentada amb vitralls, donatiu de la família Auter (hotelers de Molig) i d'Adrien Barthélémy, el fundador de la "Chaîne thermale du soleil", l'actual propietari de les termes. A la capella, a més dels actes religiosos, també s'hi fan concerts de música.